# Seasogonia fusiformis
Seasogonia fusiformis är en insektsart som beskrevs av Walker 1851. Seasogonia fusiformis ingår i släktet Seasogonia och familjen dvärgstritar. Inga underarter finns listade i Catalogue of Life.